# Morné Steyn
Morné Steyn (* 11. Juli 1984 in Kapstadt) ist ein südafrikanischer Rugby-Union-Spieler, der auf der Position des Verbinders für die südafrikanische Nationalmannschaft, die Provinzmannschaft Blue Bulls und im Super Rugby für die Bulls spielt.

## Karriere
Steyn begann im Jahr 2003 mit dem professionellen Rugbysport bei den Blue Bulls. Er half dem Team 2008 zum Einzug in das Finale des Currie Cup, wo jedoch die Natal Sharks siegreich waren. Im Jahr 2009 kam Steyn zu internationaler Bekanntheit. Im Halbfinale des Super 14 erzielte er vier Dropgoals, niemand zuvor hatte diese Zahl in einem Super-14-Spiel erreicht. Im Finale sorgte er mit zahlreichen erfolgreichen Kicks für den souveränen Erfolg der Bulls, die ihren zweiten Meistertitel feiern konnten. Seine Leistungen brachten ihn in den Kader Südafrikas zur Tour der British and Irish Lions. Im zweiten Test wurde er zum Matchwinner durch einen Straftritt in der letzten Minute des Spiels. In der Tri-Nations-Partie gegen Neuseeland, erst sein fünftes Länderspiel, brach er gleich mehrere Rekorde. Er erzielte alle 31 Punkte seines Teams. Niemand zuvor hatte so viele Punkte gegen Neuseeland oder in irgendeinem Spiel bei den Tri Nations gesammelt. Südafrika konnte das Tri Nations letztlich für sich entscheiden und Steyn wurde zum Topscorer des Turniers.